# ジョイオーザ・マレーア
ジョイオーザ・マレーア（イタリア語: Gioiosa Marea）は、イタリア共和国シチリア州メッシーナ県にある、人口約6,900人の基礎自治体（コムーネ）。

## 地理

### 位置・広がり
メッシーナ県のコムーネ。県都メッシーナから南西へ39kmの距離にある。

#### 隣接コムーネ
隣接するコムーネは以下の通り。
- モンタニャレアーレ
- パッティ
- ピラーイノ
- サンタンジェロ・ディ・ブローロ
- ブローロ

## 行政

### 分離集落
以下の分離集落（フラツィオーネ）がある。
- Acquasanta, Balsima, Calavà, Casale, Cicà, Cirene, Fico, Fontane, Francari, Galbato, Landro, Lauro, Maddalena, Magaro, Malagotta, Mangano, Marotta, Palombaro, Puleci, Rocca, Russa, Saliceto, San Filippo, San Filippo Armo, San Leonardo, San Francesco, San Giorgio , Santa Lucia, Santa Margherita, Santo Stefano